# Kosteantînivka, Ustînivka
Kosteantînivka (în ucraineană Костянтинівка) este un sat în comuna Hanno-Trebînivka din raionul Ustînivka, regiunea Kirovohrad, Ucraina.

## Demografie
Componența lingvistică a localității Kosteantînivka
     Ucraineană (96,72%)
     Rusă (3,28%)
Conform recensământului din 2001, majoritatea populației localității Kosteantînivka era vorbitoare de ucraineană (96,72%), existând în minoritate și vorbitori de rusă (3,28%).